# 谷口雅彦
谷口 雅彦（たにぐち まさひこ、1967年5月27日 - ）は日本の写真家、アートプロデューサー。日本近現代写真研究家。京都芸術大学通信教育部芸術学部芸術教養学科に在学中。一般社団法人日本写真学会正会員。一般社団法人日本写真芸術学会学生会員。

## 人物
谷口雅彦写真アーカイブ室代表 。ART PROJECT【完全写真化計画】主宰。3.11を忘れない写真家の会代表。近現代写真発掘活用プロジェクト代表。写真師中鉢直綱研究室代表、旭川市民活動団体あさひかわ写真アーカイブ研究会顧問。土方巽記念アスベスト館からだの学校CORPUS出身の写真家。
北海道旭川市生まれ。AB型。VIVOの写真家丹野章、細江英公に師事。専門学校で樋口健二に学ぶ。

写真家細江英公氏主宰の写真ワークショップ「CORPUS（コルプス）」（東京目黒・土方巽記念アスベスト館・からだの学校）第二期修了。
舞踏家土方巽の著『病める舞姫』を底本に、土方ゆかりの舞踏家（「大野慶人・和栗由紀夫・小林嵯峨・山本萌・白榊ケイ」）をモデルに秋田の風土を背景に写真を撮り（「病める舞姫完全写真化計画」アサヒグループ芸術文化財団助成）、写真展（秋田県立美術館・国際交流基金ロサンゼルス文化センター）・写真集（『土方巽原作「病める舞姫」東北歌舞伎計画秋田公演』 」NPO土方巽記念秋田舞踏会刊）で発表（2017年-2019年）。
アメリカの写真家ウィリアム・クラインが写真集『東京』（1964年刊）で撮影した舞踏祖土方巽らの当時の行われた日本初の街中屋外でのパフォーマンス写真を、現代のダンサーと写真家でライブで再現してみる彫刻実験的身体行為に写真家ウイリアム・クライン役として参加。元ダムタイプのダンサー川口隆夫、舞踏家上杉満代らと共演（東京・寺田倉庫・NPO法人ダンスアーカイヴ構想・2017年12月）。
肖像写真、ドキュメンタリー写真、舞踏家や身体表現者とのフォトセッションでの写真作品に定評がある。国内外で展覧会多数。
ホラー作家の平山夢明のエッセイ（「どうかと思うが面白い」など）などに「谷やん」として時折登場する。
ENKENや縁顕名義で、メディアやアートイベントのプロデュースを行う。
2013年から、青森県八戸市在住の写真家高田幸枝とユニット#527を結成。
2015年、第18回調布映画祭ショートフィルム・コンペディション本審査員。
2017年から、音楽家寺岡大悟と写真家のユニット［SHAOSHA ON］のメンバー。
2021年、第13号より、旭川の詩誌『フラジャイル』の表紙写真を担当。2025年、第23号まで。

2023年5月から「あさひかわ新聞」（株式会社北のまち新聞社）にて「谷口雅彦の写真の話」を連載中。
2024年、令和6年度　旭川市市史デジタルアーカイブ検討会メンバー。
2025年、令和7年度　旭川市市史デジタルアーカイブ検討会メンバー。

## 来歴
- 1967年 - 北海道旭川市春光町（旧二区六条）（矢ヶ崎病院にて出生）生まれ。
- 1970年 - （3歳）初めて写真を撮る（母の笑顔・現存）（旭川市緑町18丁目）。
- 1977年1月26日 - （9歳）自らオリンパスペンを購入、写真を撮り始める。
- 1980年 - （12歳）初めてモノクロフィルムの自家現像をする。
- 1980年 - 同級生の友人と「天文知識研究会」を結成。会誌「アステロイド」。
- 1981年 - （13歳）初めてカラーネガフイルム自家現像とプリントをする。
- 1981年7月31日。自宅前で天体望遠鏡【ビクセン・ポラリス8M】に一眼レフを装着し、部分日食の観測&約200枚の写真撮影をする。
- 1983年 - 「天文知識研究会」を発展的解散し、新たに「天文情報同好会」を結成。会誌「ぶらっくほぉる」。
- 1984年 - 高校の修学旅行で韓国へ。北海道の高校としては史上初めての海外修学旅行第1期生となる。
- 1985年9月 - 中高の同級生で同人誌『幻像（イリュージョン）』を発刊。写真作品、詩、エッセイ、評論などを発表する。1987年 - 8号で終刊。
- 1986年3月 - 旭川実業高等学校機械科（のち電子機械科）を卒業。在学中に国家資格・ボイラー技士（二級）、危険物取扱者（丙種）、ガス溶接作業者を取得している。
- 1986年 - 大学進学のため上京。国士舘短期大学国文科に在籍。中世文学を専攻。卒論は「平家物語と義経記の描写比較と義経伝説について」
- 1988年4月 - 日本ジャーナリスト専門学校メディア研究科入学。写真部に入部。
- 1988年7月から9月にかけて、日本一周の旅を決行。東京から北上、故郷旭川から日本海沿い南下、富山県の総本家に初めて訪問。その後、鳥取県まで南下したあと、瀬戸内に移動、姫路市を経て、岡山で瀬戸大橋を渡り、香川県、愛媛県を経て宇和島からフェリーで大分佐伯で九州に渡り、別府、臼杵、都城を経て鹿児島へ。熊本、長崎、佐賀、福岡を経て、本州山口へ。広島、姫路を経て、名古屋、東京。69日間の旅を経験する。
- 1988年 - 友人の通う写真専門学校に潜り込み、写真家丹野章の授業を聴講。その日に見つかり、以降、丹野の内弟子になる（丹野が亡くなる2015年まで続く）。
- 1988年 - NHK教育テレビ『土曜倶楽部』にて、体験隊として2回出演（体験保父さん・体験ケーブルTV番組作り）。いとうせいこう、笑福亭鶴瓶、えのきどいちろう、山崎哲、夏目房之介らと共演。
- 1989年 - 日本ジャーナリスト専門学校メディア研究科卒業。在学時、写真家樋口健二、ジャーナリスト猪野健治、映画監督千野皓司、評論家丸山邦男らに学ぶ。
- 1989年－1992年 - 東京世田谷の営業写真館（フォトスタジオ）株式会社フォートサービスでサラリーマンを経験。
- 1990年 - 「昭和天皇大喪の礼」のスクープ写真で、毎日新聞ニュース写真1989年度賞特選を受賞。
- 1991年 - 短大、専門学校の友人たちと同人誌『PROOF（プルーフ）』を創刊。翌年 - 2号で終刊。この頃、『PROOF』同人らと、東京・新宿御苑のビプランシアターに出入りし、太田プロダクション、吉本興業などの若手お笑い芸人らと知り合い、舞台写真、宣材写真を担当する。
- 1992年 - 舞踏家土方巽記念アスベスト館で行われていた［からだの学校］（校長・大野一雄）の写真教室【CORPUS】第2期に参加（写真家細江英公主宰）、細江に学ぶ。第3期から第7期まで【CORPUS】の助手を務める。講師で来られた写真家倉田精二、須田一政と出会う。舞踏家の大野一雄、大野慶人、元藤燁子、和栗由紀夫に出会い、以後、舞踏家、ストリッパーなど、身体表現者たちをモチーフに写真作品を、写真展、写真集、カメラ誌で発表する。1992年からフリーランスの写真家となる。
- 1993年 - 写真教室【CORPUS】第5期生の6人、佐々木六介、細渕太麻紀、菊地美紀、西岡浩記、笠井爾示、大井慶子の写真集団CUM-ADMIXに途中加入。
- 1994年 - 誕生日が同じ3人の写真家（菊地美紀1967年5月27日生、村瀬太加夫1969年5月27日生、谷口雅彦1967年5月27日生）で写真家ユニット527を結成、コピー紙のみで写真展を開催［コピーでlet's527（1996 東京）］したり、国際的なアートイベントに参加して、青山通りに面したビルに5メートルの写真壁画を制作展示［KISS DE 527（1996 東京）］する。9回の展覧会を開催して1998年解散。
- 1994年8月 - 日本一周の旅（2回目）を決行。北は北海道稚内、南は鹿児島指宿まで。
- 1995年 - 雑誌『自由時間』（マガジンハウス）の特集「写真家荒木経惟が選ぶ20代の写真家15人」に作品が掲載される。
- 1995年 - デザイン事務所マッチアンドカンパニーのアートディレクター町口覚氏が同時代の写真家40人を選んで制作した写真集『40+1 PHOTOGRAPHERS PIN-UP』（印刷・図書印刷　500部限定）に参加。
- 1995年秋 - 阪神淡路大震災の現場を1週間かけて、4×5サイズのカメラで300カットを撮影して回る。淡路島北淡町も含む。
- 1996年 - 劇団・指輪ホテル（主宰・羊屋白玉）の法政大学大講堂で行われた公演の幕間で、出演女優たち21人を撮影した写真スライドムービー[指輪にホレテルショウ]を上映。
- 1997年から2003年まで、オリエンタル写真工業株式会社（のちに株式会社サイバーグラフィックス社）との協力で、銀塩写真ならびに印画紙普及のための、展覧会やイベントなどを計画。このことがきっかけで、以前から興味があった日本近現代写真史研究を本格的に始める。
- 1997年から2001年 - 写真の町・東川町と自身の故郷旭川を拠点に、若手写真家を中心とした写真イベント［写真タワープロジェクト］(1997年)、［PHOTO DIMENSION］（1999年 - 2000年）のプロデュース（協賛・オリエンタル写真工業株式会社）や写真誌『PHOTO PRE』（窓社）の創刊参画などを経験（2002年-2003年）。
- 1998年 - 北海道東川町・文化ギャラリー第1・第2展示場にて自身の写真人生20年を記念する写真展[二十年記77/98]を開催。展示点数800枚。
- 1998年～1999年 - 月刊情報誌『さっぽろタウン情報』にて「谷口雅彦写真日記」を連載。全6回。
- 1998年 - 渡米しサンフランシスコとバークレーに約1か月滞在。バークレーでは舞踏家の玉野黄市宅に世話になり、当時、玉野がサンフランシスコで経営していた寿司屋のネタの仕入れを手伝ったりした。
- 1999年 - 2000年と、沖縄県与那国島に滞在。地元の土葬で行われる葬儀を体験、カルチャーショックを受ける。
- 2002年 - 約3年かけて、ストリップ及びストリップ劇場について実際に何が行われているか、芸の数々を中心に知られざるその世界を写真家として解説、レポートした本を執筆。『裸女の秘技絢爛絵巻　ストリップはいま』（河出書房新社・文庫）を上梓。現在では失われた秘芸やしきたりなどを写真と共にアーカイブしている。
- 2002年 - 谷口雅彦写真集『日々の旅 1993-2002』（ワイズ出版写真叢書15）（編集・大田通貴　装丁・原耕一）を上梓。
- 2004年 - コニカミノルタ（東京・新宿）で写真展開催記念にZINE『稚児と大仏』を出版。（装幀・原耕一、編集・蒼穹舎大田通貴）
- 2005年秋 - mixiコミュニティ【yOUR pARTy (ユアパ!)】（主宰・寮母）の運営に参画。「あなたも今日は主役!」と東京都内のクラブを活動拠点に、引きこもり系アーティストとのコンタクトを試みる。撮影会や作品審査委員長などを担当。～2012年まで。
- 2006年-2008年 - 国立ファーム有限会社（創業・高橋がなり）で農業契約生産者のポスター写真を担当する。飲食店「農家の台所」（立川・新宿・恵比寿）で写真展示。
- 2007年 - 北海道深川市・アートホール東洲館（深川市営）にて、自身の写真人生30年を記念する写真展[からだについての写真表現]を開催。同時に、旭川市内のギャラリーで、写真展[光彼方へ‐Digitalからの誘い‐]を開催する。
- 2007年 - 谷口雅彦写真アーカイブ室を設立。（北海道旭川市）
- 2008年以降、いわゆるファインアートだけでなく、北方謙三、今井絵美子、平山夢明、山本一力、堂場瞬一、鳥羽亮などの小説家や角川春樹、石井輝男などの文化人、アスリートの肖像写真、全国の原子力発電所のある町や未解決事件の現場を追ったドキュメンタリー写真、最新作『オーラ!? キルリアン写真の世界』（双葉社）といったサイエンス写真、また女性誌やWEBの広告写真、ムック本の口絵写真なども手がけている。
- 2008年-2009年 - 電子雑誌「FIST!」(ソフトバンククリエイティブ株式会社・現SBクリエイティブ株式会社)のグラビア写真を担当、定期連載する。
- 2009年-2010年 - TVCM［山田養蜂場］に取材写真家役で出演。BS朝日系［ちい散歩］放送時間内で繰り返し放送される。
- 2010年 - 川崎登戸にある自身のアトリエにて'［四畳半アートフェスティバル］'（主催:二〇八号展示室）を開催。アトリエ解体の2015年まで14回開催。
- 2010年5月17日 - ソフトバンクUSTREAM（ユーストリーム）スタジオ渋谷で谷口が参加しているmixiコミュニティ[yOUR pARTy (ユアパ!)]が、一般枠初の生配信をするに伴い、配信当日 - 動画の撮影と出演をする。ゲスト・写真家山内道雄。翌朝、NHK『おはよう日本』番組内で、「ネット生中継　個人が放送局に　1年で利用が4倍に」というタイトルで数回ニュース報道される。
- 2011年 - 東日本大震災を受けて、「WONDEFUL PHOTO to PEACE 写真で復興プロジェクト」を立ち上げ、共同代表となる。有志の写真家17人で被災前の被災地の写真だけを集めた写真展を開催。のちに「3.11を忘れない写真家の会」と改称。代表となる。東北を中心に巡回展を開催。現在も継続中。
- 2011年-2012年 - 母の生まれた中国・大連に4度にわたり訪問。太平洋戦争後、初めて日本人に解放されて間もない旅順を訪ね、二○三高地から旅順港を眺める。
- 2012年 - 全国の原子力発電所のある町をレポートした写真集『沈黙と饒舌と　原発のある町』を出版。編集は、白夜書房編集者でエッセイストの末井昭。
- 2013年 - 青森県八戸市在住の写真家高田幸枝と[ユニット#527]を結成。
- 2014年6月10日　京都・西本願寺にて帰敬式を受ける。第二十五代門主、釋専如（大谷光淳）から法名・釋縁顕（しゃくえんけん）をいただく。
- 2014年11月 - 俳優高倉健の死去を、中国四川省・成都の新聞『成都商報』からの依頼で、詳細取材、配信。中国本土での第1報となる。北京放送が紙面を用いてニュース番組で報道する。
- 2015年4月 - YouTubeに［チャンネル527］を開設。以降、東北や熊本の被災地取材の状況や、数々の試みを見せるメディアとして機能させる。
- 2015年‐2016年 - 画家、現代美術家、アートライターらとアートプロジェクト［登戸宿河原完全写真化計画］を決行。町（登戸・宿河原）をフィールドワークし、シネマリテラシーを取り入れたドラマ『登戸宿河原完全写真化計画』を制作（総合監督）。同時に、同タイトルの展覧会を開催。また登戸駅前の解体予定の旧秋葉ビルで、地域住民に向けてドラマ全編を上映する［シネマ527］（旧秋葉ビル2階）を2日間に渡り開催。同時に、純喫茶「十字路」があった1階では、谷口自ら撮影の多摩川の桜を撮った写真展『光、彼方へ　sakura of 7 minutes』と3階では、1995年から2007年まで撮影した『登戸1995-2007』を展示。
- 2015年 - 第18回調布映画祭ショートフィルム・コンペディション本審査員を務める（映画評論家・柳下毅一郎、映画監督・井口奈己と共に）。
- 2015年 - 沖縄県久高島に1週間滞在。数々の電子機器が故障してしまう。
- 2015年10月1日 - 自身の[オフィスMaP］内に「谷口雅彦企画室」を設立。
- 2016年1月1日 - アトリエ兼事務所を神奈川県の登戸から都内世田谷区経堂に移転。それに伴い、[オフィスMaP]から[オフィス527]に屋号を改称。谷口、アシスタント2人、ライター1人の4人体制での運営になる。
- 2017年1月1日 - [谷口雅彦企画室]を[オフィス527]を統括する形で[スぺクターズカンパニー]に改称し新たに設立、[オフィス527]の代表をアシスタントＮに任せる。
- 2017年 - 谷口雅彦写真人生40年記念写真全集出版プロジェクトを開始。（全10冊）
- 2017年3月23日 - AbemaTV fresh!に［チャンネル527］を開設。この日 - プレ配信をする。（出演・えんけんこと谷口雅彦、寺岡大悟・ゲスト中津宗一郎）
- 2017年4月6日 - AbemaTV fresh!［チャンネル527］配信スタート。新番組［まるみつ］（えんけんこと谷口雅彦・寺岡大悟） 。
- 2017年 - 浅草東洋館（旧浅草フランス座）にて「ストリップ70周年記念イベント 裸と笑いの殿堂・フランス座を語る会」に参画。初代浅草駒太夫、青空球児、ビートきよしのベテラン師匠らと共にストリップを撮り続けている写真家として登壇。
- 2017年6月‐10月 - 土方巽生誕90年記念企画［病める舞姫完全写真化計画］に参画（助成:アサヒグループ芸術文化財団）、土方巽ゆかりの世界的舞踏家を被写体に全撮影。翌年9月 - 写真集出版、秋田県立美術館にて写真展開催。2019年 - 米ロサンゼルス（外務省・国際交流基金ロサンゼルス文化センター）にて展示。
- 2017年7月 - 公益財団法人ニッポンドットコム（東京虎ノ門・笹川平和財団ビル）ロビーにて、谷口が撮影した東日本大震災の写真が常設展示される。
- 2017年9月 - AbemaTV fresh!［チャンネル527］を［スぺクターズチャンネル］に改称。
- 2017年10月 - [オフィス527]を閉鎖、すべての事業を[スぺクターズカンパニー]に収斂。
- 2017年12月 - NPO法人ダンスアーカイヴ構想からの依頼で、写真家ウィリアム・クラインが写真集『東京』で撮影した舞踏祖土方巽らの当時の写真を、現代のダンサーと写真家でライブで再現してみる実験的身体行為に写真家として参加。元ダムタイプのダンサー川口隆夫らと共演（東京・寺田倉庫）。
- 2017年12月28日をもって経堂アトリエを解消、[スペクターズカンパニー]を神奈川県藤沢市に拠点を移す。
- 2018年1月1日 - [スペクターズカンパニー]内に［からだと日々の写真研究所］を設立。代表就任。
- 2018年 - 八戸在住の写真家・高田幸枝と［八戸完全写真化計画］をスタート。2019年から美術家、写真家で東京芸術大学美術学部教授の佐藤時啓が加わり、ユニット［八戸完全写真化計画］となる。
- 2018年10月1日 - ［谷口雅彦写真アーカイブ室］（北海道旭川市）の分室として、神奈川県藤沢市に［谷口雅彦写真アーカイブ室湘南分室］を設立。
- 2018年12月末、FRESH LIVEの配信側が有料化になるのを機に、[スペクターズチャンネル]を廃止。
- 2019年1月1日 - [スペクターズカンパニー]を[谷口雅彦写真アーカイブ室湘南分室]に統合。同時に[プロデュースENKEN]を併設。
- 2019年 - ENKENプロデュースとして 『舞踏家榎木ふく音楽家寺岡大悟セッション　〜ピアノと身体〜』を神奈川県藤沢市片瀬の[カフェハウスもん]で開催。
- 2019年 - 同郷旭川生まれの木工造形家・太田敏孝の作品集『樹言辞解』を出版プロデュースする（全70作品を撮影）。
- 2020年2月2日 - [谷口雅彦写真アーカイブ室]で兼ねていた[近現代写真発掘活用プロジェクト]を、新設した[ENKEN NIPPON MODERN PHOTO COLLECTION(通称エンケンコレクション)]に移管。
- 2020年2月4日 - [谷口雅彦写真アーカイブ室湘南分室]を[谷口雅彦写真アーカイブ室・湘南]と改称、旭川を[谷口雅彦写真アーカイブ室・旭川]と改称。引き続き、写真家谷口雅彦の写真活動、写真、ネガ、付随する資料のすべてをアーカイブする機関として存在する。
- 2020年11月 - 1週間かけて東日本大震災被災地3県（岩手県・宮城県・福島県）を写真集制作のために追加取材。
- 2020年12月‐2021年1月 - 1週間かけて東日本大震災被災地（宮城県・福島県）を写真集制作のために追加取材。
- 2021年2月3日 - 2011年から公開していたブログ[続　谷口雅彦　写真の他火（たび）日記]を[谷口雅彦　写真と日々とアーカイブと]に改題し、リニューアル。以前の記事はそのままアーカイブ。
- 2021年3月 - 1週間かけて10年を迎える東日本大震災被災地3県（福島県・宮城県・岩手県）を取材。
- 2021年3月7日発売の写真集『津波を乗り越えた町々　東日本大震災十年の足跡』（双葉社刊）が、3月11日にAmazonランキング（現代日本史）で、3月13日に楽天ランキング（タレント・その他）で、それぞれ売上第1位を記録する。
- 2021年5月-6月 - 3.11を忘れない写真家の会主催で、写真展『東日本大震災10年』を東京四谷・ギャラリーニエプスとギャラリーヨクトの2会場で開催する。
- 2021年7月26日から、[1000本現像プロジェクト]をスタート。約25年間で撮影済み未現像であった銀塩モノクロフイルムを現像するプロジェクトを自ら開始し、旭川にて重点的に現像作業を繰り返す。ちなみに100本達成が8月11日 - 200本達成が8月31日 - 300本達成が9月20日。現在も継続中。
- 2021年8月18日 - 文春オンラインに、2021年4月29日付でアップされた記事【「大変なことをしてしまった」事件から7年…手詰まりになった「島根女子大生バラバラ殺人事件」に起きた激震】が、2021年上半期（1月～6月）、反響の大きかった記事ベスト5（事件部門）の4位にランキングする。現場写真を担当。
- 2021年9月13日・14日 - 北海道上川郡当麻町の木工造形家・太田敏孝のアトリエにて、10月に開催される「太田敏孝追悼展」のために太田の作品約30点が開催地茨城県笠間市・常陸國出雲大社にトラック&フェリー輸送されるに伴い、同社禰宜が同席のもと谷口指揮の下、梱包積み込み作業を行う。「太田敏孝作品展」2021年10月17日から2022年1月23日まで（茨城県笠間市・常陸国出雲大社内・桜林ギャラリー）。
- 2021年10月 - 写真評論家飯沢耕太郎・打林俊著『写真集の本　明治～2000年代までの日本の写真集662』（カンゼン刊）誌上にて、明治から2000年代における日本の代表する写真集の一つとして写真集『日々の旅』が紹介される。
- 2021年12月25日 - 旭川の詩誌『フラジャイル』13号の表紙写真を担当する。タイトルは「春光台より　1983（昭和58）年10月」。自身が16歳の時に撮影した旭川市街を展望した写真。
- 2022年4月1日 - 京都芸術大学通信教育部芸術学部芸術教養学科三年次に編入学。
- 2022年4月25日 - 旭川の詩誌『フラジャイル』14号の表紙写真を担当する。写真集『日々の旅1993-2002』（ワイズ出版写真叢書15）所収　作品No.126。写真編集者大田通貴（蒼穹舎）プロデュースの写真シリーズ ワイズ出版写真叢書15番目の写真集『日々の旅1993-2002』から。1995-1997頃に撮影した写真。旭川駅前の西武デパートのエレベーターから先代の旭川駅舎とロータリーを撮影した写真。
- 2022年5月 - 明治期の旭川第七師団内の建築途中の写真（撮影者・中鉢写真館・中鉢孝）を入手（2021年10月にENKENコレクション）したことをきっかけに、撮影者中鉢孝及び旭川の最初の写真師と言われる中鉢直綱の写真や足跡を重点的に研究する[写真師中鉢直綱研究室]を、谷口雅彦写真アーカイブ室内に設立する。
- 2022年5月27日 - 旭川市民活動団体「あさひかわ写真アーカイブ研究会」の設立に伴い、顧問に就任する。
- 2022年6月 - 約15年ぶりに故郷の旭川で、いわゆる自身の私的な要素を作品とする展覧会「まさひこ君と写真家谷口雅彦」を開催。
- 2022年9月 - 旭川の詩誌『フラジャイル』15号の表紙写真を担当する。写真集『日々の旅1993-2002』（ワイズ出版写真叢書15）所収　写真編集者大田通貴（蒼穹舎）プロデュースの写真シリーズワイズ出版写真叢書15番目の写真集『日々の旅1993-2002』から。1999年頃に撮影した写真。神居古潭（旧駅名漂と女性）。
- 2022年11月3日 - 「国内外で活躍はもとより、写真にまつわる本市の歴史や文化、芸術の振興と発展に大きく貢献する人物として、今後の更なる活躍が期待される」との理由により、令和4年度旭川市文化奨励賞を受賞する。記念講演のタイトルは、『カメラと写真と旭川の最初の写真師・中鉢直綱』。
- 2022年11月17日から30日まで、旭川市文化奨励賞受賞記念写真展として、『CHRONICLE 1977-2022』（ジュンク堂ギャラリージュンク・北海道旭川市）を開催する。14日間で、約1000人が来場、ギャラリージュンク始まって以来の来場者数となる。
- 2023年2月7日から12日まで、ストリップ75周年『踊り子』展に写真作品を出品。（東京・吉祥寺アートギャラリー絵具箱）
- 2023年3月10日から11日まで、（東日本大震災）福島県いわき市、楢葉町、富岡町、大熊町、双葉町、浪江町を取材。
- 2023年3月 - 昨年12月、谷口雅彦写真展『CHRONICLE 1977-2022』の開催中に来場した30代から50代の写真好き数名に声をかけ、旭川を拠点とする【Rivers Salvage Underground】（リバース サルベージ アンダーグラウンド）を結成する。メンバーが、旭川市、東川町、滝川市、砂川市在住ということから、リバースと名付けた。
- 2023年5月‐北海道旭川市の新聞『あさひかわ新聞』にて「谷口雅彦の写真の話」を連載スタート。（毎月第一火曜日掲載）
- 2023年8月‐『詩の檻はない～アフガニスタンにおける検閲と芸術の弾圧に対する詩的抗議』〔発行所・バームダート（亡命詩人の家）、発行者・ソマイア・ラミッシュ、編集・柴田望〕の発行に賛同し、抗議詩集の表紙写真を提供する。
- 2023年9月‐谷口雅彦写真アーカイブ室・ENKENコレクションに寄贈された佐伯武雄旧蔵コレクションを活用し、旭川市内の飲食店2店舗同時開催『関東大震災から100年 ポストカード』展をプロデュースする。
- 2023年10月‐谷口雅彦写真アーカイブ室主催（ENKENコレクション・写真師中鉢直綱研究室）・市民活動あさひかわ写真アーカイブ室併催で、写真展『旭川で最初の写真師中鉢直綱とあさひかわの写真』展を旭川市民ギャラリーで開催。全プロデュースをする。
- 2024年1月2日‐『あさひかわ新聞』2024年元日号で、あさひかわ写真アーカイブ研究会並びに谷口雅彦写真アーカイブ室の旭川における写真アーカイブ活動について特集が2面に渡り掲載になる。
- 2024年1月17日‐旭川ななかまど文化賞協議会審査会において満場一致で、【谷口雅彦写真アーカイブ室】と【あさひかわ写真アーカイブ研究会】が団体として、第47回（令和５年度）旭川ななかまど文化賞受賞決定。（2024年1月18日報道公開）受賞理由は「写真展『旭川で最初の写真師中鉢直綱とあさひかわの写真』展（2023年10月）の開催と、活動内容の希少性や将来性等を評価」
- 2024年3月19日から3月24日まで。第47回旭川ななかまど文化賞受賞記念写真展を開催。（旭川市文化会館展示室）24日、①13時と②15時30分から、写真家谷口雅彦による展示ツアーを開催。3月24日の14時から14時30分まで、旭川市文化会館大ホールで、旭川ななかまど文化賞授賞式を開催。
- 2024年9月1日　自身率いるアート集団リバースサルベージアンダーグラウンドのメンバーと共に、旭川市の常磐公園遊園地に56年間の歴史ある通称「タコの滑り台」、正式名「タコ型石の山」という遊べる彫刻作品が、耐震、老朽化を理由に壊されることが決定したことを受けて、市民で何かアクションができないかという声を挙げ、旭川市議会議員である植木大輔氏、町づくり景観計画の四戸秀和氏と三つ巴で「さよならタコさん」実行委員会の共同代表を務める。
- 2024年9月20日（前夜祭）、21日。北海道上川郡比布町蘭留の旧蘭留小学校校舎跡を使用したスポーツとアートの祭典「らんるまつり/Ranru District Sports and Arts Festival 2024」(主催・株式会社ヴォルフェ)に自身率いるアート集団リバースサルベージアンダーグラウンドの選抜チームと共にアート部門で参加。旧校舎二階の教材室を「谷口雅彦写真アーカイブ室らんる分室」展として写真展を開催。来場者数は約900人。
- 2025年3月25日　旭川市デジタル市史検討会メンバーとして関わった、旭川市の公式WEB市史『旭川のあゆみ』がネット上に公開になる。
- 2025年6月-展覧会『裸婦展』をプロデュースし好評を得る。（日本茶カフェWHIZ 旭川）

## 縁顕名義（プロデュース）
縁顕（えんけん）名義で、2017年4月より株式会社サイバーエージェント運営の映像配信プラットフォーム「FRESH! by CyberAgent」にて［○○○みつけた!!!］（通称：まるみつ！）（2017年4月6日₋2017年12月14日）及び［磯貝真稟の個人的見解から私の好きなアニメをカッパさんに教えようの番組です。］（通称：いかさば！）（2017年4月12日₋2017年8月10日）の2番組をプロデュース。

## 手掛けたアートプロデュース
- 実験写真家集団527（1994-1998）（東京）
- 写真タワープロジェクト（1997）（北海道・東川町・旭川市・美瑛町）
- 『谷口雅彦写真展 二十年記77/98』（1998）（北海道・東川町）
- PHOTO DIMENSION -写真の広がり-（1999-2000）（北海道・東川町）
- フォトゲノム（2001）（北海道旭川市）
- ストリップダンサーDVD（2007-2011）
- 『裏新宿完全写真化計画Ⅰ』（写真展）（2007）
- 四畳半アートフェスティバル（2009-2015）（神奈川県川崎市）
- 3.11を忘れない写真家の会（2011-現在）（東京・福島・北海道）
- マガジン#527（2014-2015）
- チャンネル#527（2015-2017）
- 登戸宿河原完全写真化計画（2015-2017）（神奈川県川崎市）
- 「病める舞姫」完全写真化計画（2018-2019）（秋田県秋田市）（アサヒグループ芸術文化財団助成）
- 八戸完全写真化計画（2018-現在）（青森県八戸市）写真家・佐藤時啓、高田幸枝とのユニット形式。
- 木彫作家・太田敏孝作品集制作プロジェクト（2019-2020）（北海道当麻町・茨城県笠間市ほか）
- 近現代写真発掘活用プロジェクト（2020-現在）（ENKENコレクション）
- あさひかわ写真アーカイブプロジェクト（あさひかわ完全写真化計画）（2022-現在）
- Rivers Salvage Underground（リバース サルベージ アンダーグラウンド）（RSU）（あさひかわ完全写真化計画）（2023-現在）（北海道旭川市）
- さよならタコさん展示とパフォーマンスイベント（2024）（北海道旭川市・さよならタコさん実行委員会共同代表）
- スポーツとアートの祭典らんるまつり（アート部門の調整担当係）（2024）(北海道上川郡比布町蘭留)

## 受賞歴
- 毎日新聞ニュース写真1989年度賞特選（毎日新聞社　1989年）
- 日本写真家協会（JPS）展入選（日本写真家協会　1994年）
- 旭川市文化奨励賞（旭川市　2022年）
- 第47回旭川ななかまど文化賞（旭川ななかまど文化賞協議会　2024年）谷口雅彦写真アーカイブ室代表、あさひかわ写真アーカイブ研究会顧問として受賞。

## 著名な家族
- 株式会社東京ドーム代表取締役専務執行役員及び、株式会社東京ドームホテル取締役（非常勤）・弁護士、インハウスローヤーの谷口好幸は従兄。
- 社団法人N.G.S.ジャパン代表の谷口多美江は従姉。
- 株式会社ワタミタクショクの創業者、元株式会社タクショクの園田義夫は母方の従叔父

## エピソード
- 谷口家の初代は江戸時代（文政年間 1818－1831）に、寺岡新四郎家から分家、谷口姓を名乗り谷口新右衛門となる。以降、本家のある富山県小矢部市田川では、現在でも「しんにょさ」の家と呼ばれている。
- 明治38年、谷口家3代目に当たる曽祖父・竹次郎（1874-1942）が富山県西礪波郡石動町（現・小矢部市田川）から家族6人で北海道に渡る。石川県の七尾港から船に乗り、小樽、札幌、富良野山部、風連を転々とし、祖父好太郎の代で北見滝ノ上に移住。1951年3月、旭川市近文に移住。曽祖父は晩年、単身で小樽市に移り、色内で芝居小屋や映画館、飲食店を経営した。
- 父方の祖父（俗名・好太郎、法名・浄實院釈俊栄）は浄土真宗の善知識。父は元・国家公務員（旭川工業高等専門学校・旧文部省文部技官のち事務官、1997年5月23日付退官）。母は、旧満州（大連）生まれの長崎→札幌育ち。旭川赤十字病院、旭川市立病院の保育所に勤務。母方の曾祖母は京都府綾部生まれ。曽祖父（川村清治）は新潟県生まれ。祖母（中村敏子）は長崎島原の人で潜伏キリシタン。
- 小説家の井上靖が生まれた陸軍第七師団官舎があった跡地、並び4軒隣りの借家の2階に生まれ育つ（旭川市・旧春光町二区六条、現在の6条4丁目）。出生地の地番は同じ。井上靖が生まれたのは谷口が生まれる60年前のこと。1歳になる前、市内緑町に移る。
- 生まれて初めて写真を撮影したのは、谷口が3歳になったばかりの1970年（昭和45年）6月初旬のこと。当時住んでいた旭川市緑町18丁目の家の前で、母を撮った1枚。そこには、小さなわが子に笑顔で接する母の笑顔が写っていた。当時、家にはカメラがなく、母方の祖父から借りたカメラで1回だけシャッターを切った。以前から母が自分にカメラを向けるのを見ていた谷口が、母親に懇願してようやくシャッターを切らせてもらった。現在はネガが現存しておらず、手札サイズのモノクロプリントが1枚残されている。なお、谷口が撮影した場所は、当時住んでいた家が一部改造されているが、2022年現在も現存しているため、今でもおおよそ特定できる。
- 1981年（昭和56年）、部分日食を観測、同時に撮影をした際、あらかじめ用意していた35ミリフィルムが足りなくなり、当時、自宅の3軒隣りにあったカメラ店（カラー工芸社西支店）でフィルムを購入し、継続して撮影することができた。モノクロフィルムはイルフォードのみ販売していたことから、以後、谷口もEngland製のイルフォードを使うこととなった。同時にフィルム現像液も購入するようになり、次第に店主の写真家・今津秀雄とも親しくなる。今津はキタキツネ撮影の第一人者で、写真集は海外数ヶ国でも出版された。数年が経ち、谷口が旭川を離れ東京で写真関係のサラリーマンをしていた1990年4月20日、今津は急逝する。家族によると、今津は亡くなる数日前にソファーに寝転がりながら、「谷口君みたいに、ふるさとを出て頑張ることが素晴らしい」と話したという。写真家で映像作家の今津秀邦は長男、商業カメラマンの今津雅人は次男。
- 1988年（昭和63年）夏、初めて日本一周の撮影旅行をして以来、最初は腰のベルトに、1995年からは首にコンパクトカメラを下げ、毎日写真を撮り続けている。いつ何時も写真を撮れるように、寝るときも枕元に置いて寝る日々。1990年代半ば頃から2000年前半にかけては、ヘキサー、ベッサー、2007年頃からは、フィルムカメラからコンパクトデジタルカメラに変更。現在はオリンパスのミラーレスカメラ。
- 1992年（平成4年）、舞踏家土方巽記念アスベスト館で行われていた［からだの学校］（校長・大野一雄）の写真教室【CORPUS】第2期に参加した際、開講式に2期の講師として出席していた師匠の丹野章が「英公ちゃん、ぼくの弟子の谷口なんだけど預かってくれ」と主宰の細江英公に言うと、細江は「おぉ、丹野さんのお弟子さんですか、どうぞどうぞ」と笑顔で受け入れてくれたという。
- 1998年から2016年頃まで、神奈川県川崎市多摩区登戸に自身のアトリエ兼暗室を設けていた。築50年の古い風呂なしアパート、その名もチロリアンハウスという。木造モルタル二階建てで1階には5，6部屋、2階には9部屋くらいあった。谷口は当初、211号室を借り、2000年頃に大家の希望により208号室に移動した。ほとんどの部屋の広さは4畳半だったが、211号室と208号室はアパートでも一番広く、4畳半が2部屋という広さだった。208号室の真向かいの206号室には、のちに登山家で山岳ドキュメンタリーキャメラマンの平賀淳さんが住んでいた。平賀さんは、その後、野口健さんらに帯同し、エベレスト登頂やヒマラヤ山域を撮影し、おもにテレビ番組の撮影を担当していたが、2022年5月にアラスカ・デナリ国立公園 カヒルトナ氷河で、ハンターで北壁を登るクライマーの撮影に参加中、氷橋の崩落により事故死してしまう。チロリアンハウスに住んでいた頃は、日本映画学校を卒業後、キャメラマンとして駆け出しだった。谷口の記憶によると「これから部屋を解約して、NHK関連の仕事をする」と言っていたのを憶えていることから、アパートを出て、渋谷のNHKに居候をする直前のエピソードではないかと思われる。
- 2003年（平成15年）、ムック本の取材で10代の頃から憧れていた映画監督の石井輝男に会い、調布の自宅兼オフィスを訪問。その際に撮った顔写真が、おそらく公に撮られた生前最後の石井のポートレートだと言われている。数ヶ月して自宅に出版物と写真を持参すると、「お入りなさい!」と快く案内された。「つまみはないが、ビールでも吞みませんか」と言われ、ご馳走を振舞われていたところ宅急便が届き、石井の代わりに出て荷物を受け取ったところ、差出人は高倉健だった。監督に「健さんからお荷物です」と伝えると、「丁度いい、いつもいただくお中元、お煎餅だろうから開けて食べましょう」と、おすそ分けされた。前年に谷口が出した写真集『日々の旅1993-2002』（ワイズ出版）を見せると、小一時間ずっと見ていて関心を持った様子。それだけで嬉しい気持ちだったが、監督に「もしよかったら、私の次回作のスチルを担当していただけないか」とも言われ、気持ちが有頂天になってしまったと、谷口はのちに語っている。石井は2005年（平成17年）8月に急死し、谷口のスチルは叶わなかったが、石井オフィスの関係者をして「谷口さんは石井作品の最後のスチルマンでした」と言わしめることとなる。2006年（平成18年）8月5日、網走市内の潮見墓園に墓碑が建てられ、遺骨が納められた。「安らかに　石井輝男」と記された墓碑の碑文は高倉健によるものであった。この数日後、谷口は旭川に帰省の折、石井の墓碑に参る。石井亡きあとに石井プロダクション代表となった山際永三から届いた葉書には「おそらく私人として初めて墓参いただいた第1号だと思います」と書いてあった。ちなみに石井の墓碑は、旭川の墓石屋が依頼を受けて建てたものだが、奇しくも谷口の実家の墓石屋と同じ会社が建てたものだった。
- 2011年（平成23年）1月11日、郷里の北海道旭川市にあるJR函館本線の近文駅が、1911年（明治44年）の開駅から100年を迎えた。同日、谷口は近文駅を訪問。地域住民ならびにJR北海道も記念日であることを知らず、谷口が旭川駅に問い合わせをしたことで、初めて記念日だと知る。たった1人、近文駅で手書きのメッセージと飾りでお祝いをしているところを北海道新聞の記者が取材したことで、地元出身の写真家・谷口だと判明。翌日の新聞紙面にて「ここが写真家としての出発点、たった1人で100年を祝う」と報じられる。この日のちょうど2ヶ月後、3月11日に東日本大震災が発生する。
- 明治期から昭和期にかけて撮影された写真を収集することを自身の写真研究の一つとしている。特に明治期の鶏卵紙、大正期から昭和期中期までのガラス乾板、昭和期の写真アルバムなどを集中的にコレクションしている。コレクションには上野彦馬（長崎）撮影の陸軍軍人・梶川重太郎（1897年撮影）の鶏卵紙、成田常吉（東京）撮影の関脇・稲川政右エ門 (1871年生)の鶏卵紙、田本研造（函館）、日下部金兵衛(横浜)、小川一真（東京）、江木松四郎（東京）、富重利平（熊本）、江崎礼二（東京）、武林盛一（札幌）、三嶋常磐（札幌）、宮下欽（名古屋）、鈴木真一（東京）、中島待乳（東京）、菊地新学（山形）、菊地東陽（東京）、柴田一奇（青森）、清水東谷（東京）、中鉢直綱（旭川）、中鉢孝（旭川）、白崎民治（山形酒田）、金井弥一（新潟）、丸木利陽（東京）、松崎晋二（東京）、市田左右太（京都、兵庫）、葛城思風（大阪）、中村牧陽（名古屋大須）、谷内寛一（旭川）、伊藤蘭香（旭川）、信伊奈亮正（札幌）、田村鐵三郎（岩代福嶋）道馬軒（奈良猿澤池前）、堀真澄（京都寺町）、田中武（東京）、氣賀秋畝（東京）、佐久間 範造（小樽）、三浦喜八（小樽）が撮影した鶏卵紙、撮影者不詳の「田安亀之助（徳川家達）像」などがある。

## 主な著書

### 主な写真集
- 『谷口雅彦写真集 日々の旅1993-2002』ワイズ出版　装幀：原耕一　編集:大田通貴（蒼穹舎）2002年
- 『稚児と大仏』オフィスMaP　装幀：原耕一　編集:大田通貴（蒼穹舎）2004年
- 『結（MUSUBU）ストリッパー結奈美子　全撮影谷口雅彦』企画・制作 BLACK PHOTON  2009年
- 『沈黙と饒舌と　原発のある町』白夜書房　編集:末井昭　2012年
- 『オーラ!?不思議なキルリアン写真の世界』双葉社　（実験・川口友万）アートディレクション:宮古美智代　2014年
- 『谷口雅彦写真集　LIVE DANCERS -劇場の天使たち-』SPECTERS COMPANY 2017年
- 『土方巽原作「病める舞姫」東北歌舞伎計画秋田公演（写真・谷口雅彦）』NPO土方巽秋田舞踏会　アートディレクション:宮古美智代　2018年
- 『写真集東日本大震災10年の足跡　津波を乗り越えた町々』（写真・文　谷口雅彦）双葉社　2021年3月7日

### その他の著作（単著）
- 『裸女の秘技絢欄絵巻　―ストリップはいま―』河出書房新社　2002年

### 主な共著
- 写真集『40+1 PHOTOGRAPHERS PIN-UP』Mach＆Company（アートディレクション町口覚）1995年
- 『性職者の人々』（中山美里と共著）宙出版　2006年
- 『東京アンダーグラウンドパーティー』（下関マグロと共著）二見書房　2006年
- 『写真集　秘する肉体　大野一雄の世界』クレオ　2006年
- 福澤徹三『いわくつき 日本怪奇物件』ハルキホラー文庫　角川春樹事務所　2008年7月 （写真担当）
- 『「1Q84」村上春樹の世界』 (洋泉社MOOK) 洋泉社  2009年
- 『東京夜景散歩』 (洋泉社MOOK)　2010年
- 『続石井輝男映画魂』 ワイズ出版　2010年（P32 土方巽と）
- 『完本石井輝男映画魂』 ワイズ出版　2012年
- 『漂流遊女』（中山美里と共著）ミリオン出版　2013年
- 監修・平山夢明『怪談実話 FKB（不思議で怖くて不気味な話）饗宴7』アンソロジー（実話怪談3話を執筆）竹書房　2014年
- 監修・北芝健、文・川口友万『未解決事件の現場を歩く 昭和編』双葉社　2015年
- 『太宰治の生き方と言葉』（写真担当）メディアソフト　2016年
- 『芥川龍之介の生き方と言葉』（写真担当）メディアソフト　2016年
- 監修・北芝健、編集・「週刊大衆」編集部『迷宮探訪　時効なき未解決事件のプロファイリング』双葉社　2017年
- 太田敏孝作品集『樹言辞解』発行・木想舎GEN　発売・ミツイパブリッシング（プロデュース）2019年

### 本人が登場あるいはモデルの著作
- 福澤徹三『いわくつき 日本怪奇物件』ハルキホラー文庫　角川春樹事務所　2008年7月
- 平山夢明『どうかと思うが、面白い』［週刊SPA！］ 扶桑社　(2009年8/11号・8/18号)　2009年
- 平山夢明『どうかと思うが、面白い』 扶桑社　2011年6月
- 菜央こりん『女の子のためのストリップ劇場入門』講談社　2020年7月（漫画）

## 作品掲載（写真）
- ｢顕在化する肉体～舞踏～」『アサヒカメラ』朝日新聞社　1994年4月号
- ｢Waguri's butou goes beyond words] 『The Japan Times』1994年
- 「天才アラーキーが選んだ20代の写真家15人　女赤裸々in Japan」1995年4月20日号　自由時間　マガジンハウス
- 写真集｢40＋1PHOTOGRAPHERS PIN-UP」Mach＆Company（アートディレクション町口覚）1995年
- 「写真に閉じ込められた男の肉体 BUTOHアバンギャルドな肉体のカタチ 大野一雄・和栗由紀夫他」季刊『prints21 1995冬』発行・プリンツ21　発売・悠思社　1995年
- 「フォトグラファーズ　ニュージェネレーション」『vivi増刊 クレイジーバージン　第3号』講談社　1996年1月号
- 「写真評論家高橋周平が厳選した気鋭のカメラマンの渾身のショット」1996年2月号　SUPER BEST KKベストセラーズ
- 「ある写真少年の青春物語」『写真時代 International 』-コアムックシリーズ No.7-　コアマガジン　1996年6月30日
- ｢新世紀写真家列伝Vol.4・踊る写真家-谷口雅彦」『カシャッ！』　竹書房　1996年9月8日号
- 「芸人といおうか、これはつかみどころがむずかしい　劇団指輪ホテル」『美術手帖』美術出版社　1997年
- 「CUM-ADMIX」『PapaMamaStore』Vol.1 芸文社　1998年
- 「九十九の旅」『写真王国』Vol.3 株式会社写真王国　1999年9月25日
- 「写真の日々」『写真王国』Vol.3 株式会社写真王国　1999年9月25日
- 「日々の旅　谷口雅彦」（作品99点掲載）写真季刊誌『TIDE』7号　窓社　2001年
- 「ストリップ劇場」『CONNECT』006号　2002年
- 「肉体と日本　同世代の表現者同士が辿りつく風景　谷口雅彦（写真家）×工藤丈輝（舞踏家）」写真誌『Photo Pre』創刊号　窓社　2002年
- 「風と華　イキザマを残す写真　谷口雅彦（写真家）×藤乃（ダンサー）」写真誌『Photo Pre』第2号　窓社　2003年
- 「さよならさりあん最後の旅」『日本カメラ』2005年
- 「華の刻印 Exposed Decade」『日本カメラ』2007年2月号
- 「1984年8月、東京。」『「1Q84」村上春樹の世界』 (洋泉社MOOK) 洋泉社  2009年
- 「写真集　沈黙と饒舌と」 （KKベストセラーズ）「CIRCUS」」2012年3月4日
- 「写真集　沈黙と饒舌と」 （双葉社）「週刊大衆」2012年3月12日
- 「写真集　沈黙と饒舌と」 「北海道新聞」全道版（北海道新聞）2012年3月14日
- 「写真集　沈黙と饒舌と」 「日刊スポーツ」2012年3月17日
- 「写真集　沈黙と饒舌と　中立の立場で原発考える」 「産経新聞」朝刊東京版　2012年3月27日
- 「写真集　沈黙と饒舌と」 「SANKEI EXPRESS」2012年4月17日
- 「写真集　沈黙と饒舌と」「アサヒカメラ」（朝日新聞出版）2012年5月号
- 「写真集　沈黙と饒舌と」 「CAPA」（学習研究社）2012年5月号
- 「写真集　沈黙と饒舌と」「日本カメラ」（日本カメラ社）2012年5月号
- 「写真集　沈黙と饒舌と」「劇画マッドマックス」（コアマガジン）2012年4月22日
- 「写真集　沈黙と饒舌と」 「北海道新聞」2012年5月23日夕刊
- 「写真集　沈黙と饒舌と」「産経新聞」関西版夕刊一面＆三面　2012年7月5日
- 「キルリアン写真」「自己組織化するエネルギー　プラズマ生命体の謎」（文・川口友万）『月刊ムー』（学研）2015年11月号
- 「東日本大震災　石巻市鮫浦」（日本財団・ニッポンドットコム・ロビー）2017年
- 「3.11東日本大震災10年特集　大津波から十年　石巻は今…」（文・漫画アクション編集部）「漫画アクション」（双葉社）2021年3月2日号
- 「たくましい東北撮り続け　成長遂げた町　未来に伝える」（産経新聞夕刊）2021年3月13日付
- 「旭川出身の写真家・谷口雅彦氏による写真集『津波を乗り越えた町々　東日本大震災、十年の足跡』出版」『グラフ旭川』2021年4月号
- 「震災被災地の10年　静かに寄り添う　旭川出身の写真家谷口雅彦さん[津波を乗り越えた町々]を出版」（北海道新聞）2021年4月10日夕刊
- 「春光台より　1983（昭和58）年10月」旭川の詩誌『フラジャイル』13号の表紙写真　2021年12月25日
- 「写真集『日々の旅1993-2002』（ワイズ出版写真叢書15）所収」旭川の詩誌『フラジャイル』14号の表紙写真　2022年4月
- 「写真集『日々の旅1993-2002』（ワイズ出版写真叢書15）所収」旭川の詩誌『フラジャイル』15号の表紙写真　2022年9月
- 「夕景　1980年11月、13歳で撮影の旭川市内で撮った石狩川の写真」旭川の詩誌『フラジャイル』16号の表紙写真　2022年12月
- 「旭川　橋①　2007年9月」旭川の詩誌『フラジャイル』17号と別冊の表紙写真　2023年4月
- 『詩の檻はない～アフガニスタンにおける検閲と芸術の弾圧に対する詩的抗議』〔発行所・バームダート（亡命詩人の家）、発行者・ソマイア・ラミッシュ、編集・柴田望〕の表紙写真　2023年8月
- 「写真集日々の旅から」旭川の詩誌『フラジャイル』18号の表紙写真　2023年8月
- 「写真集日々の旅から」旭川の詩誌『フラジャイル』19号の表紙写真　2023年12月

## 雑誌連載
- 連載「あなたにそっと教えたい ちょっと幸せ奇談」第1回「ネットで噂になっている伝説 飯田線」週刊大衆ミステリー増刊『奇談』創刊号　双葉社　2008年10月5日号
- 連載「廃クオリティ」第1回「秋田県　尾去沢鉱山」週刊大衆ミステリー増刊『奇談』創刊号　双葉社　2008年10月5日号
- 連載「あなたにそっと教えたい ちょっと幸せ奇談」第2回「悪魔と天使が棲む眉山（長崎・雲仙）」週刊大衆ミステリー増刊『奇談』第2号　双葉社　2009年1月6日号
- 連載「廃クオリティ」第2回「茨城県　明野劇場」週刊大衆ミステリー増刊『奇談』第2号　双葉社　2009年1月6日号
- 連載「あなたにそっと教えたい ちょっと幸せ奇談」第3回「」週刊大衆ミステリー増刊『奇談』第3号　双葉社
- 連載「廃クオリティ」第3回「（三重県）」週刊大衆ミステリー増刊『奇談』第3号　双葉社
- 連載「あなたにそっと教えたい ちょっと幸せ奇談」第4回「帰ってきたヒーロー」週刊大衆ミステリー増刊『奇談』第4号　双葉社　2009年
- 連載「廃クオリティ」第4回「再生する廃車」週刊大衆ミステリー増刊『奇談』第4号　双葉社　2009年
- 連載「漂流遊女」『漫画実話ナックルズ』ミリオン出版（ライター中山美里）2009年‐2011年
- 連載「あの未解決事件の現場を歩く」『増刊大衆』双葉社　2011年-2017年

## 新聞連載
- 連載「谷口雅彦の写真の話」『あさひかわ新聞』株式会社北のまち新聞社　2023年5月2日から毎月第一火曜日（現在連載中）

## ドキュメンタリー記事
- 「人間シリーズ第1982 回」「私は幸せ。裸になれて！」『一匹オオカミの無所属ストリッパー★結奈美子　”追っかけ”から転身したストリッパー★七雪ニコ　小説家兼ストリッパー★牧瀬茜　伝説の「花電車」ストリッパー★ヨーコ「自分のすべてをさ らけ出す」仕事を選んだ現役ストリッパー4人の証言。』週刊『女性自身』(2010年2月23日)　光文社　文・勝谷誠彦（コーディネート、写真担当）

## ポートレート （肖像写真）
- 「石井輝男」（映画監督）洋泉社 2003年
- 「石川義寛」（映画監督）洋泉社 2003年
- 「北方謙三」 PR誌【ランティエ】角川春樹事務所 2008年
- 「山本一力」『人情屋横丁』帯写真 角川春樹事務所 2008年12月8日発行
- 「堂場瞬一」 PR誌【ランティエ】角川春樹事務所 2009年
- 「香納諒一」 PR誌【ランティエ】角川春樹事務所 2009年
- 「佐々木譲」）新刊【警官の紋章】広告　角川春樹事務所　2008年12月23日付　朝日新聞朝刊（東京版）（第一全広面　全15段）・読売新聞
- 「特集佐々木譲 著者インタビュー」 PR誌【ランティエ】角川春樹事務所　2009年2月号
- 「柘植久慶] 著者インタビュー]」  PR誌【ランティエ】角川春樹事務所　2009年2月号
- 「ロバート・キャンベル」『「1Q84」村上春樹の世界』 (洋泉社MOOK) 洋泉社 2009年
- 「映画評論家　佐藤忠男」「邦画の未来を託す映画人を生み出す」日本映画大学学長インタビュー WEB[nippon.com] 2012年7月17日
- 「今井絵美子」「特集　今井絵美子の世界」PR誌[ランティエ]角川春樹事務所　2015年10月号
- 「鳥羽亮」ハルキ文庫・著者近影　角川春樹事務所
- 「平山夢明」ハルキ文庫・著者近影　角川春樹事務所
- 「角川春樹」角川春樹小説賞ポスター　角川春樹事務所
- 「古城茂幸」（元・プロ野球日本ハムファイターズ→読売巨人軍内野手・現在・二軍内野守備走塁コーチ）オフィシャルブログ
- 「右代啓祐」（陸上競技選手。十種競技で現在の日本記録保持者）
- 「鈴木桂治」（柔道家・2004年アテネオリンピック柔道男子100kg超級金メダリスト）
- 「宇佐美里香」（空手家、空手指導者・2007-2012連続、全日本空手道選手権大会優勝）

## 主な展覧会
- 1991年『大道芸人・写真展』ビプランシアター・東京新宿御苑
- 1991年『樺太1945年夏 舞台写真展』ブティストホール・東京築地本願寺
- 1993年『匂ひたつ聖夜（よる）－ストリッパー高樹麗の舞台－』Gallery&Barキャラメル・東京六本木
- 1994年『顕在化する肉体 ‐舞踏‐』東川町文化ギャラリー・北海道東川町/ JPCCギャラリー・名古屋/ シアターΧ（カイ）・東京両国[1]
- 1997年『写真タワー 日々の旅／series 〜裸態〜』東川町文化ギャラリー・北海道東川町
- 1998年『LIVE DANCERS』スタジオエビスフォトギャラリー・東京恵比寿
- 1998年『Hibino-tabi（Journey Day By Day）』SOMAギャラリー・米サンフランシスコ
- 1998年『夏の日』ギャラリーフォーカス・北海道旭川市
- 1998年『二十年記 77/98 』（写真生活20年）東川町文化ギャラリー・北海道東川町
- 2000年『夏晴雨 －なつせいう－』国劇カメラコーナーギャラリー・北海道旭川市
- 2000年『日々の旅 Jouney Day By Day」』スタジオエビスフォトギャラリー・東京恵比寿
- 2003年『おむにばす娘』ゴールデン街nagune・東京新宿[2]
- 2004年『稚児と大仏』コニカミノルタプラザギャラリ－C・東京新宿
- 2004年『日々の旅1993-2002』オリンパスギャラリー・東京小川町
- 2005年『さよならさりあん最後の旅』プレイスM・東京新宿御苑[3]
- 2006年『舞踏家大野一雄100歳記念写真展 秘する肉体』コニカミノルタプラザギャラリーC・東京新宿
- 2007年『華の刻印 Exposed Decade』ロータスルートギャラリー・東京新宿
- 2007年『舞踏家大野一雄100歳記念写真展 秘する肉体』井ギャラリー・中国上海
- 2007年『光、彼方へ』自家焙煎珈琲Full House・川崎市向ヶ丘遊園
- 2007年『裏新宿完全写真化計画Ⅰ』Lav・東京恵比寿
- 2007年『光、彼方へ -Digitalからの誘い-』ギャラリーモケラモケラ・北海道旭川市
- 2007年『Session ₋からだについての写真表現‐』（写真生活30年）アートホール東洲館・北海道深川市
- 2007年『肉体と日本』ココラボラトリー・秋田市
- 2007年『旅と女と』ガレリアQ・新宿三丁目
- 2007年『Session』ガレリアQ・新宿三丁目
- 2008年『他火Ⅰ 旅々』ギャラリー蒼穹舎・新宿御苑
- 2009年『幻の街 -theater-』（原芳市・三根潤と三人展）サードディストリクトギャラリー・東京新宿三丁目
- 2009年『他火spinoff (PART.1)当麻へ』gallely stART・川崎市中原区
- 2009年『他火spinoff (PART.2)石巻から大船渡」』gallely stART・川崎市中原区
- 2009年『ストリッパー結奈美子』サードディストリクトギャラリー・東京新宿三丁目
- 2010年『あるくみるとる』カフェギャラリー西瓜堂・埼玉県秩父市
- 2011年『他火と女と、写真谷口雅彦』Bar&Gallery 70MANTAS・東京渋谷
- 2013年『日常の断片とハレ』（高田幸枝と二人展）ギャラリーミモザ・青森県八戸市
- 2015年『放電と構成』ヒラマ画廊・北海道旭川市
- 2015年『登戸宿河原完全写真化計画』多摩区市民ギャラリー・川崎市多摩区役所2階
- 2016年『光、彼方へ sakura of 7 minutes』アートサロンsansara・神戸市中央区
- 2017年『CORPUS展』（平賀淳と二人展）Gallery Photo/synthesis・東京四谷
- 2018年『病める舞姫完全写真化計画』秋田県立美術館/2019年　国際交流基金センター・米ロサンゼルス
- 2021年『東日本大震災10年 3.11を忘れない写真家の会』ギャラリーニエプス・ギャラリーヨクト・東京四谷
- 2022年『まさひこ君と写真家谷口雅彦』展 (1) 〜写真への誘い〜 ギャラリーカワバタ・北海道旭川市
- 2022年『夏晴雨 -なつせいう-』日本茶カフェWHIZ・北海道旭川市
- 2022年 旭川市文化奨励賞受賞記念写真展『CHRONICLE 1977-2022』ジュンク堂ギャラリージュンク・北海道旭川市
- 2023年『びじんぴくとりある』日本茶カフェWHIZ・北海道旭川市
- 2024年『谷口雅彦写真アーカイブ室らんる分室展』旧蘭留小学校跡地（二階教材室）「らんるまつり」・北海道上川郡比布町蘭留
- 2024年『LIVE DANCERS -劇場の天使たち-』平敷兼七ギャラリー・沖縄県浦添市
- 2025年『阪神・淡路大震災から30年』日本茶カフェWHIZ・北海道旭川市

## 主なトークショウ＆ワークショップ＆イベント
- 大野一雄舞踏公演『御殿、空を飛ぶ』(1993　横浜　写真ワークショップ生CORPUS‘91の『踊る写真展』メンバーとして参加)
- 写真展記念トーク&撮影会「顕在化する舞踏を語る」(1994　名古屋　JPCCギャラリー)
- 撮影ワークショップ『視覚の検証』(1994　名古屋　JPCCギャラリー)
- 劇団指輪ホテル公演　写真スライドショー『指輪にホレテルショ ー』（1996　東京市ヶ谷　法政大学講堂）
- トーク＆実験撮影『目隠しして写真を撮る』(1997　北海道札幌市　リーセントギャラリー)
- 撮影ワークショップ『ダンサーの体を撮る(写真イベント『写真タワー展』併催)』(1997　北海道東川町)
- 映像作家・帯谷有理作品展『路地の子』開催記念トークショウ(1998　東京渋谷)
- 『4人の写真家のスライドショウ（元田敬三・有元伸也・野村恵子・谷口雅彦）』(2006　東京　ロータスルートギャラリー)
- 写真展記念トークショウ『自作を語る』(2007　北海道旭川市 ギャラリー＆カフェモケラモケラ)
- ライブペインティング＆音楽＆写真＆パフォーマンス『S-TRIP』 (2009　渋谷　クラブWOMB)
- aveプレゼンツ『他火　ave×谷口雅彦×青木美砂』写真展トーク (2010　福島　光のしずくパートII)
- 写真展『あるくみるとる』記念トーク[写真を語る夕べ](2010 埼玉県秩父市　ギャラリーカフェ西瓜堂)
- ライブ＆写真スライドショウ＆トーク『写真で復興展記念ave ライブ』(2011　東京新宿御苑　PlaceＭ)
- トークショウ『写真で復興展　参加写真家トーク』(2011東京新宿御苑　PlaceＭ)
- ライブ＆写真スライドショウ＆トークショウ『青木美砂貼り絵展 記念aveライブ』(2011 神奈川県川崎市向ヶ丘遊園自家焙煎珈琲フルハウス)
- [ENKENプロデュース] 『舞踏家榎木ふくと音楽家寺岡大悟セッション　〜ピアノと身体〜』（2019　神奈川県藤沢市片瀬　カフェハウスもん）
- トークショウ[地域アートのこれから]（2022　北海道旭川市　atom）
- トークショウ写真茶会「写真家鈴木瑛大×ゲスト写真家谷口雅彦（今年度旭川市文化奨励賞受賞）」（2022　北海道旭川市　日本茶カフェWHIZ）
- 詩誌「フラジャイル」5周年　記念の朗読・トークイベント「写真の無意識について」（2022　旭川市　ギャラリージュンク）
- 谷口雅彦写真展『びじんぴくとりある』・クロストーク西村公一（ハート作家）（2023　北海道旭川市　日本茶カフェWHIZ）
- トークショウ写真茶会2「写真家谷口雅彦×写真家鈴木瑛大」（2023　北海道旭川市　日本茶カフェWHIZ）
- 『場所をつくる・支える人交流会』（2023　北海道旭川市　@まちなかぶんか小屋　主催ギャラリーカワバタ）
- 「発想発酵アイデアコンポスト　Vol.2」（2023　北海道旭川市　主催安食野村）
- 「フォトクラブ旭川F5.6」定例会　互選（谷口雅彦賞・準谷口雅彦賞授与）&講演「カメラと写真の違いと芸術写真について」（2023　北海道旭川市　フォトクラブ旭川F5.6）
- 『詩の檻はない～アフガニスタンにおける検閲と芸術の弾圧に対する詩的抗議』〔発行所・バームダート（亡命詩人の家）、発行者・ソマイア・ラミッシュ、編集・柴田望〕の発行記念イベント（2023年8月　北海道旭川市　@まちなかぶんか小屋）
- 写真茶会第3回「撮る撮られる　地域に在り続ける写真館のはなし（ゲスト・高田昌絵さん）」（2024年2月22日　北海道旭川市　みんなのカフェ）
- 「後沢謙市郎×谷口雅彦トークショー」（2024年5月18日　北海道旭川市　日本茶カフェWHIZ）
- 写真茶会第5回「なりなりた（写真）×谷口雅彦（写真家）トーク」（2024年9月16日　北海道旭川市　日本茶カフェWHIZ）

## 広告
- 「100万部突破！佐々木譲　笑う警官]」『週刊FRIDAY』講談社　2009/7/24号
- 星野リゾート（Hanakoトラベル）
- 富士急ハイランド（Hanakoトラベル）
- 東京都営バス（Hanakoトラベル）

## 映画
- 映画『眼球遊園』「大日本ノックアウトガール」（監督・平山夢明）株式会社バンダイナムコライツマーケティング スチール担当　2009年

## 出演
- NHK教育［土曜倶楽部］（体験・保父さん　体験隊として）MCいとうせいこう（1988年3月）
- NHK教育［土曜倶楽部　視聴率100％に挑戦］（体験・ケーブルTV番組制　体験隊として）MCいとうせいこう（1988年12月10日放送）
- NHK教育『芸術劇場』「舞踏家大野一雄先生100歳記念写真集出版記念&写真展案内の小特集」（2006年9月10日放送）
- NHK ETV［ETV50 もう一度見たい教育テレビ 第1回 青春のチャンネル]　MCいとうせいこう（2009年1月5日放送）午後8時～8時45分
- TVCM［山田養蜂場］(取材写真家役)　BS朝日系［ちい散歩］放送時間内　（2009年‐2010年）
- NHK『おはよう日本』「ネット生中継　個人が放送局に　1年で利用が4倍に」（2010年6月放送）
- FM東京「東京ガベージコレクション」（パーソナリティ平山夢明・レギュラーゲスト京極夏彦・ゲスト末井昭と）（2012年）
- FRESH! by CyberAgentの［キタシバファイル］にレギュラー出演。（2014年～2019年6月）（共演・北芝健）ココデシカTVスタジオ＠東京青山

（2013年、Ustream→2015年、YouTubeLIVE→2016年、AbemaTV fresh!→2019年、、YouTubeLIVE）
- ［スナック芸術丸・第三十一夜／性の果てへの旅］（MC都築響一）ストリーミングチャンネルDOMMUNE（2015年3月4日）
- YouTube 登戸宿河原完全写真化計画　序章から第8話（全9話）（2015年6月1日‐12月23日）総合監督
- YouTube[谷口雅彦の近くへ行こう 第一回 久高島］Channel527（2015年11月11日）
- FRESH! by CyberAgent［○○○みつけた!!］（共演・音楽家 寺岡大悟）＠東京世田谷STUDIO527（2017年4月6日₋2017年12月14日）（縁顕名義でプロデュース）
- FRESH! by CyberAgent［谷口雅彦　写真の教室］（共演・土屋コージン）＠東京世田谷STUDIO527（2017年6月29日‐2017年11月9日）
- FC2公式LIVE［魁!!同中応援団］（共演・書家　林幽弦）space CUBE＠東京千代田区（2017年5月20日₋2017年）
- FRESH! by CyberAgent［谷口雅彦の近くへ行こう］＠東京世田谷STUDIO527（2017年8月10日‐2017年10月26日）
- YouTube[病める舞姫完全写真化計画]（2018年6月6日）@秋田県秋田市
- FRESH! by CyberAgent［ミンナナカヨシ］（共演・榎譲治、林幽弦、寺岡大悟、大谷清英）@神奈川藤沢（2018年7月12日‐2018年12月27日）
- コミュニティFMりべーる「山下隆久アフタヌーンショウ」@北海道旭川市（2022年12月5日　生放送インタビュー）
- 旭川ケーブルテレビポテト「ポテトにこんにちは」＠北海道旭川市（2024年2月20日　実母多恵子とあさひかわ写真アーカイブ研究会顧問として生出演）

## 谷口雅彦写真40年記念写真全集出版プロジェクト
2017年1月26日に写真人生40年を迎えた谷口雅彦の、40年の写真作品・言葉などを全集としてZINEレーベル［スペクターズ］より発表していくプロジェクト。
- 創刊号『光、彼方へ。Sakura of 7 minutes』2017年1月26日発行

満開の桜と戯れるようにして撮り続けることわずか7分の瞬間芸術。
- 2号『石巻から大船渡』2017年2月6日発行

漂泊する写真家が見た東北の街－－旅を住処とする谷口の真骨頂がここにある。
- 3号『尾去沢鉱山』2017年2月17日発行

神殿のごとき朽ちた建物。ガレ場と化した赤茶けた山肌。廃鉱山が見せる荘厳なる輝き。
- 4号『裸のない体 not body naked』2017年2月26日発行

躍動する被写体を4連写のトイカメラで撮影した挑戦的作品。
- 5号『Session サルメトウマヲトコ』2017年3月17日発行

谷口がデビュー以来こだわり続ける身体表現者とのセッション作品。
- 6号『谷口雅彦 写真日記 故郷への手紙』2017年4月7日発行

1枚の写真をきっかけに始まった連載企画。若干32歳の写真家が写真と言葉に込めた魂の叫び！
- 7号『Sequence』2017年5月17日発行

人体と自然の融合。ヌードと背景の連続性。作家が内包する狂気の一断面が表出する。
- 8号『Session』2017年5月27日発行

谷口雅彦40年の写真史に刻まれた伝説。土方巽の系譜を継ぐ若手舞踏手たちとの初の野外コラボ！ 写真家として生きる決意がみなぎる初期作品。そこにあるのはひたすらな衝動と挑発的な問いかけ！
- 9号『臨床写真学Case.01　ルイ(18)サイ』 2017年8月12日発行

全集初の撮り下ろし作品。ショウジョともムスメともつかないアイマイなる18サイのホンシツを臨床写真学的にエグル!!
- 10号『谷口雅彦写真集成 [写真の他火]編』 2017年11月7日発行

棘はなくともグサリと刺さる。写真家の言葉には時にハッとさせられる。写真と向き合い己と向き合う中で紡ぎ出す点において写真家にとっては写真も言葉も同列にある。谷口雅彦写真全集初の言葉集。
（著者）谷口雅彦　（編集）土屋コージン（制作・発行）SPECTERS COMPANY
（共同運営）スペクターズカンパニー、オフィス527 （協力）谷口雅彦写真アーカイブ室＜北海道旭川市＞

## 寄稿
- 連載「谷口雅彦写真日記」『さっぽろたうん情報』1998年～1999年　全6回
- コラム「写真の日々 カメラがなくても写真ってできますか?」『写真王国』Vol.3 株式会社写真王国1999年9月25日
- 「『平家物語』は人間の哀歓を描いた壮大な物語」『「1Q84」村上春樹の世界』 (洋泉社MOOK) 洋泉社  2009年
- 「写真集『原発のある町』を出して　とにかく、声を出すこと」［北海道新聞］2012年5月23日付
- 「生まれた春光の町と緑町の光と影の家と最初の写真を撮った日のこと。」詩誌『フラジャイル』14号　2022年4月
- 「八戸完全写真化計画　所信表明」フリーペーパー八戸フォトジャーニー8号　2022年9月
- 「旭川市文化奨励賞受賞あいさつ文」「令和4年度旭川市文化奨励賞　冊子」掲載　2022年11月
- 『カメラと写真と旭川の最初の写真師・中鉢直綱』（旭川文化奨励賞受賞記念講演）詩誌『フラジャイル』16号　2022年12月

## インタビュー及び紹介記事
- 「カオスの部分を大事にしたい　CUM-ADMIX 20代の男女7人の写真展」1994年1月号　アサヒカメラ　朝日新聞社
- 「裏町の仕事人たち 第2回　踊り子に魅せられたカメラマン　谷口雅彦」1995年1月号　おとこの遊び専科　青人社
- 「人 はなし 写真タワーを企画、開催中の写真家谷口雅彦」1997年8月26日　北海道新聞（夕刊）北海道新聞社
- 「素顔の写真家(3)　谷口雅彦」1999年3月号　日本カメラ　日本カメラ社
- 「ドキュメンタリー写真家をドキュメントする　第54回　谷口雅彦」（『CAPA』学研　2012年5月号）
- 『日本カメラ』2012年5月号　日本カメラ社
- 【人「放電の美」を追い続ける】［北海道新聞　2014年9月26日朝刊］北海道新聞社
- 『ストリップを30年撮り続けた写真家・谷口雅彦』前編・後編　2022年7月25日　[WEB文春オンライン]　文藝春秋社
- 『「谷口雅彦写真アーカイブ室」活動にわかに積極化』（『メディアあさひかわ』2023年7月号）
- 『ひと2023』「旭川の古い写真を集める写真家谷口雅彦さん」北海道新聞全道版　2023年11月19日

## 評論・書評
- 「写真集［日々の旅］について」写真誌『Photo Pre』第2号　窓社　2003年
- 『裸女の秘技絢欄絵巻　―ストリップはいま―』について　坪内祐三『文庫本福袋』 文藝春秋、2004年、文春文庫、2007年
- 「写真集［沈黙と饒舌と　原発のある町］について」『アサヒカメラ』2012年5月号　朝日新聞出版
- 「感電するアート 『オーラ!? 不思議なキルリアン写真の世界』」(レビュー 内藤順) WEB『HONZ』 2014年5月1日
- 「土方巽原作「病める舞姫」東北歌舞伎計画秋田公演（写真・谷口雅彦）』について」　『内館牧子の明日も花まるっ！』［秋田魁新報］2020年5月17日付朝刊
- 写真評論家 飯沢耕太郎・打林俊著『写真集の本　明治～2000年代までの日本の写真集662』（カンゼン刊）2021年10月（明治から2000年代の日本を代表する写真集の1冊として写真集『日々の旅』が紹介される）

## 受賞歴
- 毎日新聞ニュース写真1989年2月度月間賞（毎日新聞社、1989年）
- 毎日新聞ニュース写真1989年度賞特選（毎日新聞社、1990年）
- 日本写真家協会（JPS）展入選（日本写真家協会、1994年）
- 旭川市文化奨励賞（旭川市、2022年 令和4年度）
- 旭川ななかまど文化賞（旭川ななかまど文化賞協議会　2024年 第47回）谷口雅彦写真アーカイブ室として受賞。